# Castnia eudesmia

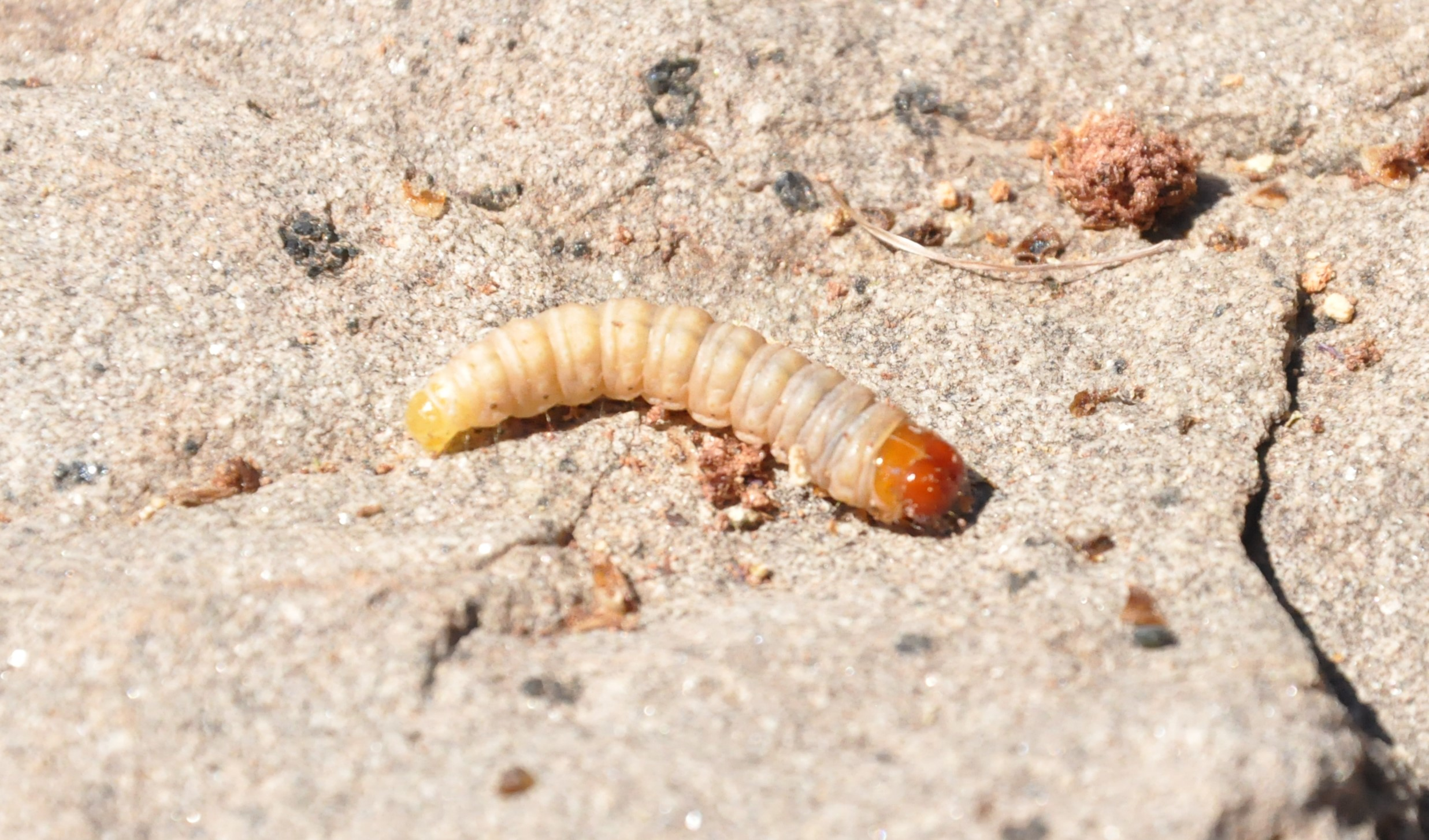
Oruga de Castnia eudesmia

La mariposa del chagual (Castnia eudesmia) es una especie de mariposa endémica de la zona costera del norte y centro de Chile, siendo la mariposa más grande de ese país con una envergadura de 7 cm en los machos y hasta 11 cm en las hembras.
Las alas anteriores son de color gris oscuro, con dos bandas blancuzcas; las posteriores presentan el área discal muy oscura con manchas rojizas en los márgens exteriores.
Tiene un interesante ciclo de vida: una vez que se han apareado, las hembras vuelan hacia las plantas conocidas vulgarmente como chaguales o puyas (género Puya, principalmente Puya chilensis). Depositan sus huevos en la base de estas plantas. Al eclosionar, sus larvas se desarrollan subsistiendo de esta planta. Pueden pasar como orugas uno o dos años dependiendo de que tan rápido sea su desarrollo, entonces harán una galería en el interior del tallo de la puya, ahí construirán un nido tubular de unos 30 a 40 cm de largo de unos 7 u 8 cm de ancho, hecho con corteza y desechos, y dentro de éste construyen una galería tapizada de ceda por la cual se moviliza, con movimientos de su abdomen, desde la base hasta el ápice, al completar la metamorfosis, del que emergerán luego como mariposas adultas. Lamentablemente esta hermosa mariposa se encuentra en peligro de extinción.